# Aartsbisdom Siena-Colle di Val d’Elsa-Montalcino
Het aartsbisdom Siena-Colle di Val d’Elsa-Montalcino (Latijn: Archidioecesis Senensis-Collensis-Ilcinensis; Italiaans: Arcidiocesi di Siena-Colle di Val d'Elsa-Montalcino) is een metropolitaan aartsbisdom van de Rooms-Katholieke Kerk in Italië. De zetel van het aartsbisdom is in Siena, met twee co-kathedralen in Colle di Val d'Elsa en Montalcino. De aartsbisschop van Siena-Colle di Val d’Elsa-Montalcino is metropoliet van de kerkprovincie Siena-Colle di Val d’Elsa-Montalcino waartoe ook de volgende suffragane bisdommen behoren:
- Bisdom Grosseto
- Bisdom Massa Marittima-Piombino
- Bisdom Montepulciano-Chiusi-Pienza
- Bisdom Pitigliano-Sovana-Orbetello

## Geschiedenis
Het bisdom Siena werd opgericht in de vierde eeuw. Op 23 april 1459 werd het bisdom tot metropolitaan aartsbisdom verheven. Op 30 september 1986 werden de bisdommen Colle di Val d'Elsa en Montalcino samengevoegd met het aartsbisdom, en werd de naam van het bisdom gewijzigd in Siena-Colle di Val d’Elsa-Montalcino.

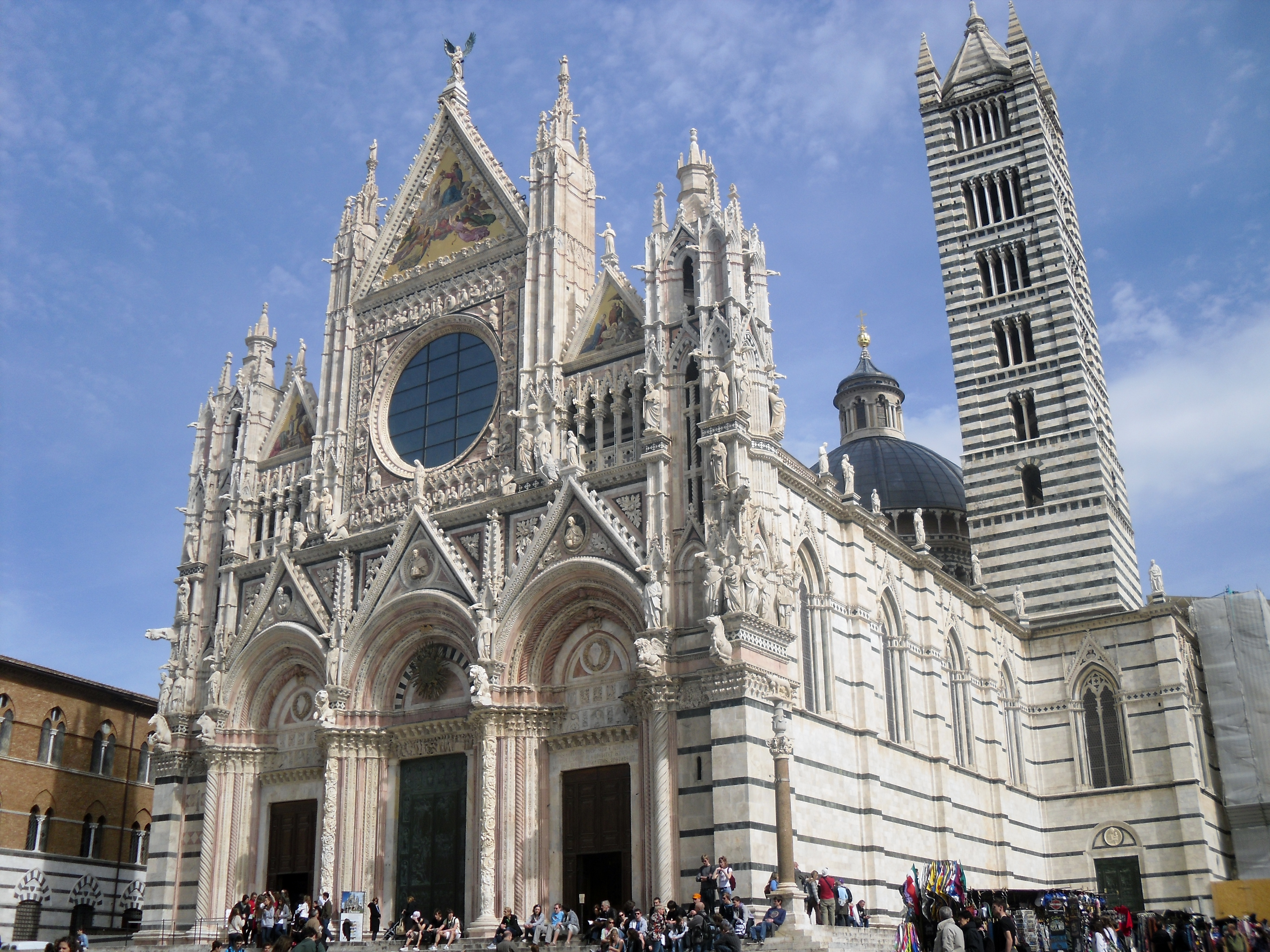
Kathedraal van Siena
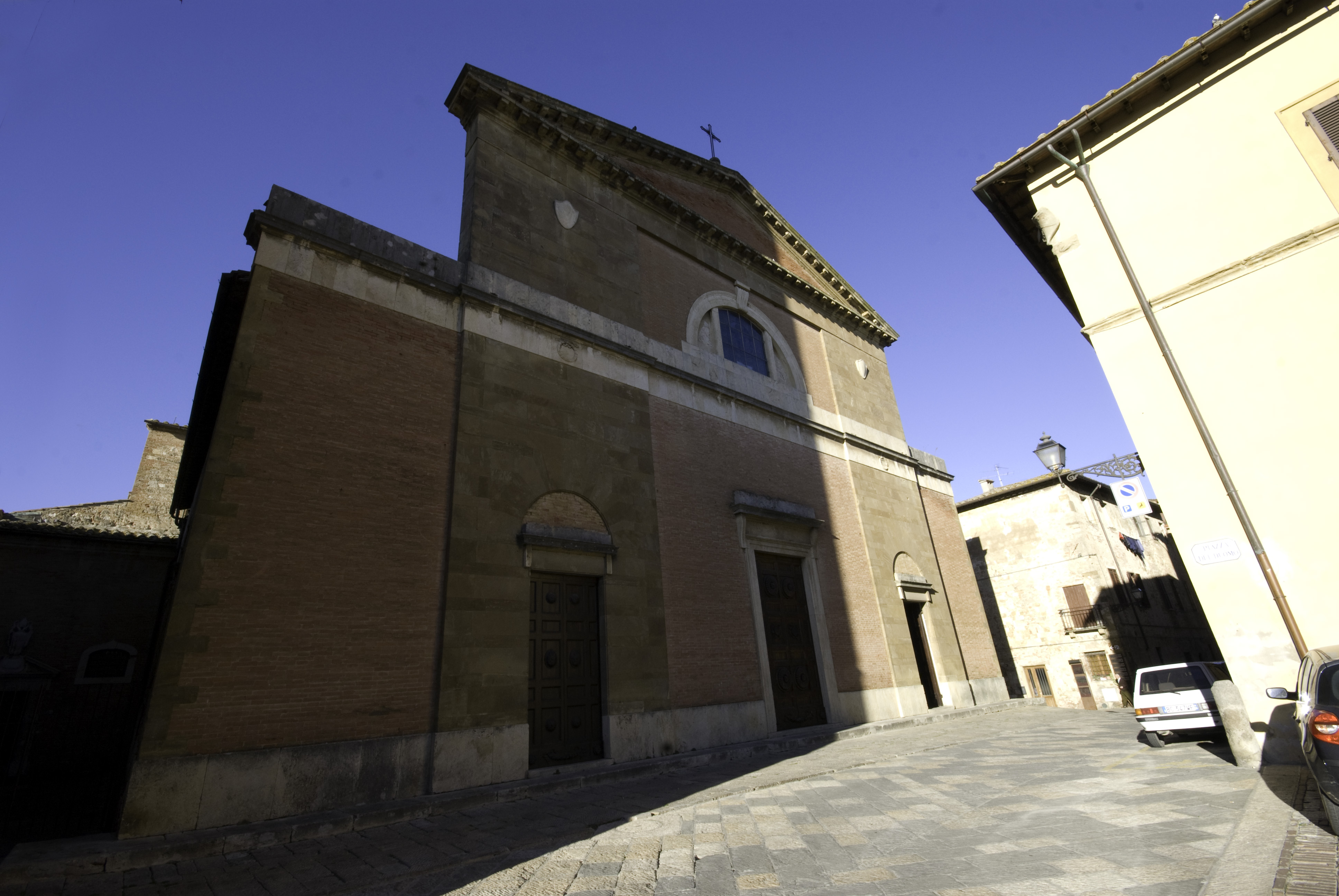
Co-kathedraal van Colle di Val d'Elsa
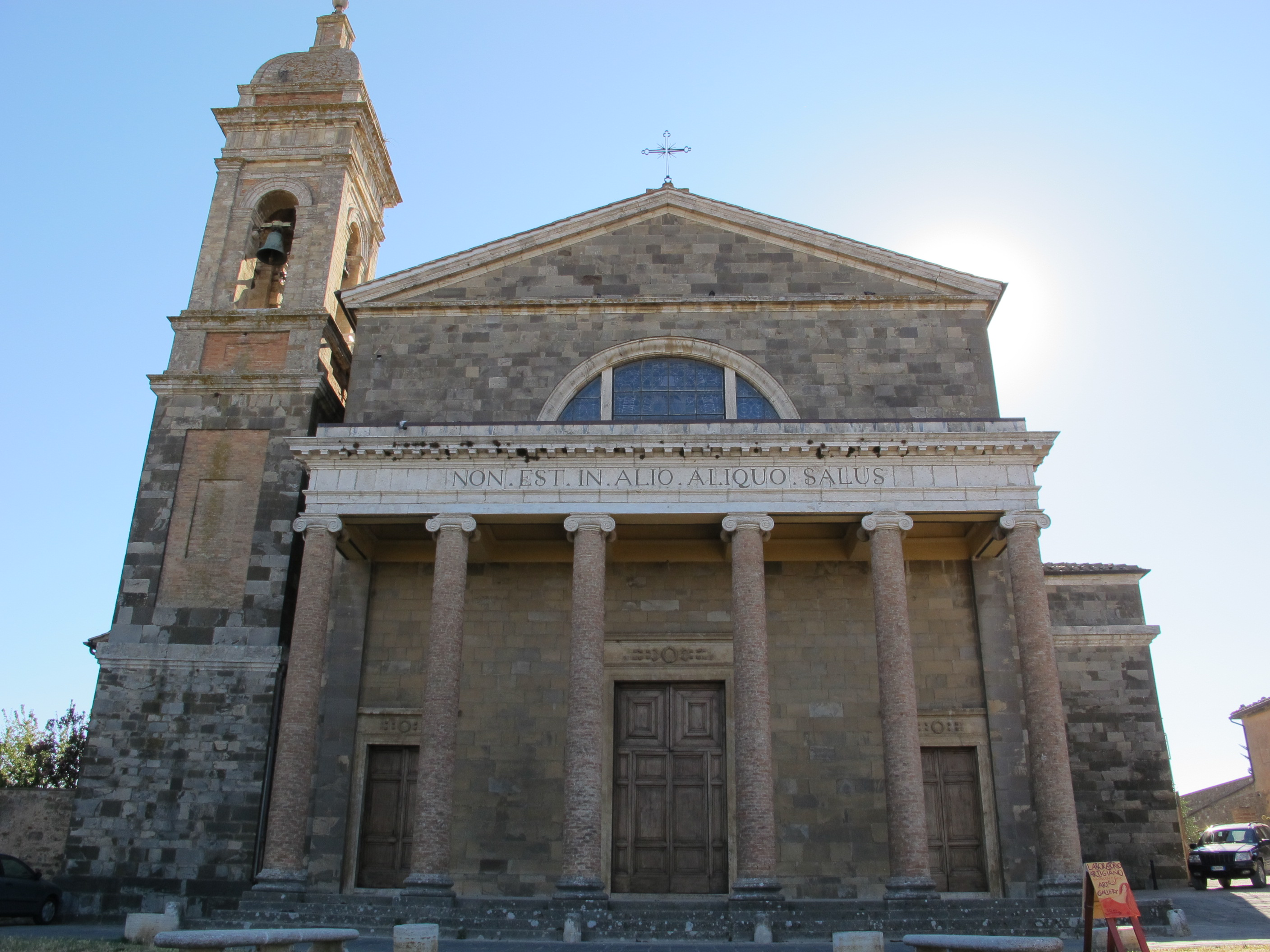
Co-kathedraal van Montalcino